# Comtat de Miranda del Castanyar
El Comtat de Miranda del Castanyar és un títol nobiliari espanyol concedit per Enric IV de Castella el 1457 a Diego López de Zúñiga, senyor de Puebla de Santiago del Campo Aranyuelo i Candeleda. El seu nom es refereix al municipi de Miranda del Castanyar, a Salamanca. Té assignada Grandesa d'Espanya originària.

## Història
El títol es va transmetre per línia masculina fins que, María de Zúñiga Avellanedo y Bazán, VI marquesa de Miranda del Castanyar, es va casar amb el seu oncle carnal Juan López de Zúñiga Avellaneda y Bazán, I Duc de Penyaranda de Duero, passant a ser un més dels títols del Ducat de la Casa de Penyaranda.
A la mort de Felipe López Pacheco (1798), últim marquès de Villena descendent directe de Diego López Pacheco, la comtessa de Miranda, María del Carmen Josefa Zúñiga, reclamà el senyoriu de Belmonte, el comtat de San Esteban de Gormaz i el marquesat de Moya, posant un plet a l'hereu del títol de marquès de Villena, Diego Fernández de Velasco, qui també era duc de Fredes. El plet es va resoldre positivament per a la comtessa de Miranda en l'audiència de Càceres en 1816.
Va ser amb la XVII marquesa de Miranda del Castañar, María Francisca de Sales Palafox Portocarrero i Kirkpatrick, germana de l'emperadriu de França Eugenia de Montijo, en casar-se amb Jacobo Luis Fitz-James Stuart, XV Duc d'Alba de Tormes, amb la qual el marquesat s'integra en els títols de la Casa d'Alba, on ha romàs fins avui.

## Estructura territorial del Comtat
Al segle xviii el Comtat de Miranda es dividia en dos "quartos", els de Lo Llano i de la Sierra, als quals s'afegien la vila de Miranda del Castanyar, que se situava entre tots dos. La divisió del Partit de Miranda que recull Floridablanca és la següent (es posen les denominacions originals que posseeixen en el document de 1789):
- Vila de Miranda del Castanyar

- Quarto de lo Llano: La Aldehuela (despoblat), Carrega-manxol (despoblat), Madroñal, Molinet, Pela-Mullats (despoblat), Pinedas, Santa María del Pla, Santibáñez de la Serra.

- Quarto de la Sierra: Rierol-mort, El Casarito, El Cabaco, Cereceda, Garci-Bou, La Nava, Val d'Àguila (despoblat).